# Schönebecker Straße 21

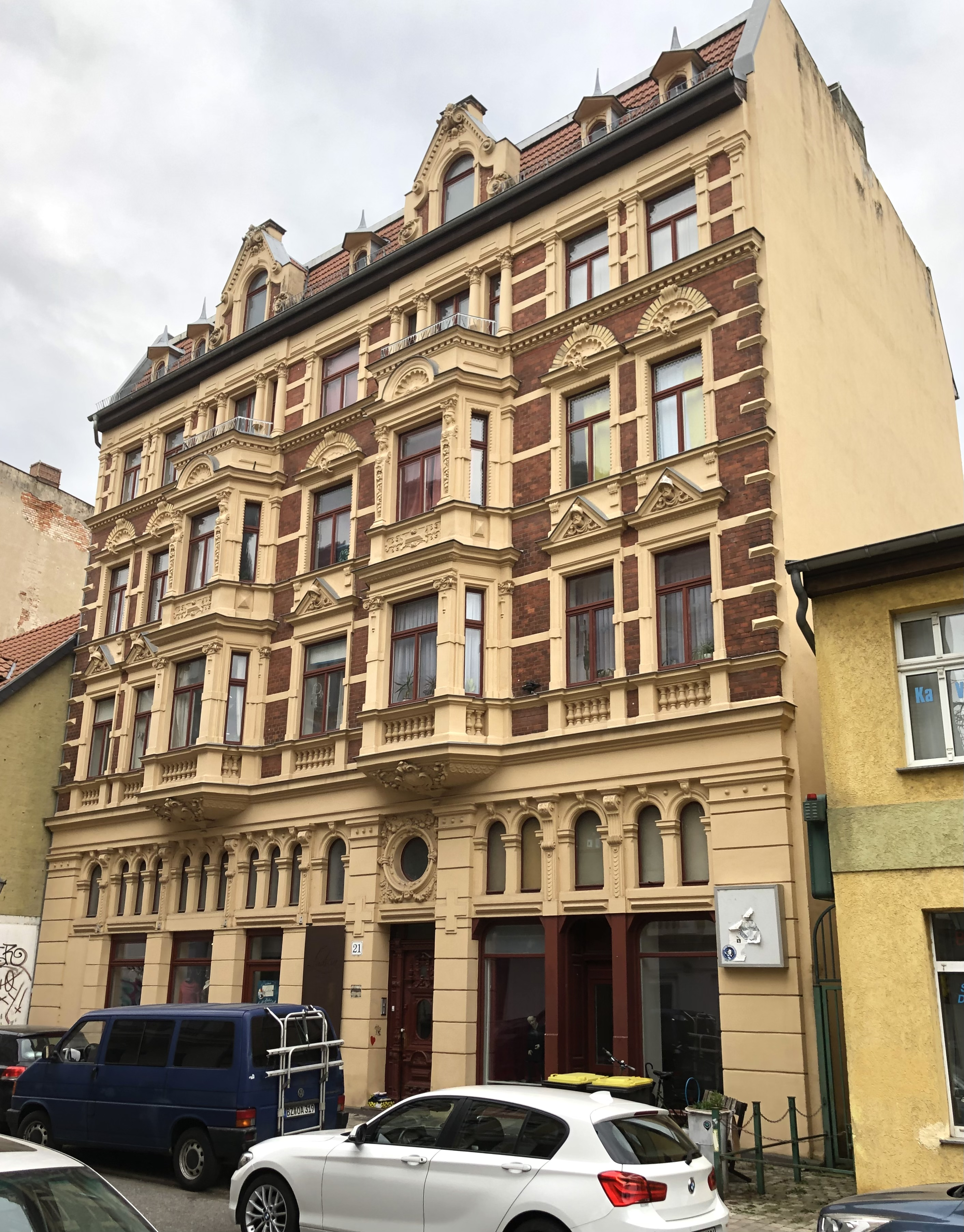
Schönebecker Straße 21 im Jahr 2022

Die Schönebecker Straße 21 ist ein denkmalgeschütztes Wohn- und Geschäftshaus in Magdeburg in Sachsen-Anhalt.

## Lage
Das Gebäude befindet sich auf der Westseite der Schönebecker Straße im Magdeburger Stadtteil Buckau.

## Architektur und Geschichte
Der viergeschossige Bau entstand im Jahr 1890 für den Barbier Brüning. Planung und Bauausführung erfolgten durch Zimmermeister Wischeropp. Die siebenachsige repräsentative Fassade wurde im Stil der Neorenaissance gestaltet, weist aber auch Elemente des Neobarocks auf. Es bestehen Verzierungen mit Säulen und Pilastern. Im Erdgeschoss sind Läden angeordnet. Die Ladenfront wird nach oben von an Arkaden erinnernden Oberlichtern abgeschlossen. Eine vergleichbar aufwändige Gestaltung einer Ladenfront ist aus der Gründerzeit in Magdeburg an keinem anderen Standort erhalten. Prägend für das Erscheinungsbild sind darüber hinaus zwei im ersten und zweiten Obergeschoss vor die dritten und fünften Achse gesetzte polygonale Erker. Diese beiden Achsen werden auf dem Dach von Zwerchgiebeln bekrönt.
Im örtlichen Denkmalverzeichnis ist das Wohn- und Geschäftshaus unter der Erfassungsnummer 094 17859 als Baudenkmal verzeichnet.
Das Gebäude ist aufgrund seiner sehr prächtigen Fassadengestaltung für Buckau ungewöhnlich und gilt als wichtiges Element der geschlossenen Bebauung des Buckauer Ortskerns als städtebaulich bedeutend.